# Ликофрон Ферейски
Вижте пояснителната страница за други личности с името Ликофрон.
Ликофрон I (на старогръцки: Λυκόφρων, Lykophron) е владетел, първият тиран на Фере в Тесалия от края на Пелопонеската война (431 – 404 пр.н.е.) до 390 пр.н.е.
Той произлиза от знатната фамилия Pagasai. Той побеждава благородническия род на Алевадите в Лариса и останалите тесалийци в битка на 4 септември 404 пр.н.е.
Негов послседник става неговият син или зет Язон Ферейски.